# Francesca di Roma

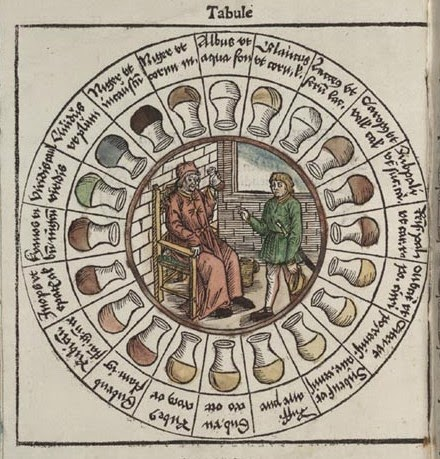
"Tabla de la orina" de la época Medieval

Francesca, también nombrada como Francesca de Romana (Companione, 2000), Francesca di Romana (Forte, 2008), Francesca di Roma (Cazés y col., 2007), es la primera mujer conocida autorizada para ejercer como cirujana. La licencia le fue otorgada en fecha 10 de diciembre de 1321 por el Duque Carlos de Calabria.

## Reseña biográfica
Francesca di Roma, esposa de Matteo di Romana da Salerno, sirvió en la corte de Nápoles en calidad de médico 
cirujano (Benevolo, 1969). Por razones de moral y decencia solo podía atender a pacientes femeninas.
Francesca di Roma perteneció a la Escuela Médica Salernitana. La escuela de Salerno fue la primera institución educativa laica que impartió estudios de medicina y permitió la asistencia de mujeres (Mulieres Salernitanae), tanto en calidad de profesoras como de alumnas. También pertenecieron a esta escuela Trotula de Salerno, Abella de Salerno, Rebeca de Guarna y Costanza Calenda (Ferriccio, 1989; Cazés, 2007) aunque no se ha encontrado información que de constancia de que alguna de ellas recibiese licencia para practicar su oficio.